# Sanatorium „Książę Józef” w Nałęczowie
Sanatorium „Książę Józef” w Nałęczowie – obiekt sanatoryjny zbudowany przez Fortunata Nowickiego w 1878 według projektu Karola Kozłowskiego znajdujący się w Parku Zdrojowym w Nałęczowie.
Obecnie w obiekcie „Książę Józef” realizowane są pobyty sanatoryjne (127 miejsc) i prowadzi się kurację kardiologiczną. 
W 1967 sanatorium wpisano do rejestru zabytków.